# John D. Stewart
John David Stewart (* 2. August 1833 bei Fayetteville, Georgia; † 28. Januar 1894 in Griffin, Georgia) war ein US-amerikanischer Politiker. Zwischen 1887 und 1891 vertrat er den Bundesstaat Georgia im US-Repräsentantenhaus.

## Werdegang
John Stewart besuchte die öffentlichen Schulen seiner Heimat und danach das Marshall College in Griffin. In dieser Stadt unterrichtete er anschließend zwei Jahre lang als Lehrer. Nach einem Jurastudium und seiner im Jahr 1856 erfolgten Zulassung als Rechtsanwalt begann er in Griffin in seinem neuen Beruf zu arbeiten. Zwischen 1858 und 1860 war er Nachlassrichter im Spalding County. Während des Bürgerkrieges war er Oberleutnant und später Hauptmann eines aus Soldaten aus Georgia bestehenden Regiments innerhalb des konföderierten Heeres.
Nach dem Krieg begann er als Mitglied der Demokratischen Partei eine politische Laufbahn. Zwischen 1865 und 1867 war Stewart Abgeordneter im Repräsentantenhaus von Georgia. Außerdem wurde er nach einem Theologiestudium im Jahr 1871 zum Geistlichen der Baptistenkirche ordiniert. In den Jahren 1875 und 1876 fungierte Stewart als Bürgermeister der Stadt Griffin. Danach war er von 1879 bis 1886 Richter am Superior Court.
Bei den Kongresswahlen des Jahres 1886 wurde Stewart im fünften Wahlbezirk von Georgia in das US-Repräsentantenhaus in Washington, D.C. gewählt, wo er am 4. März 1887 die Nachfolge von Nathaniel Job Hammond antrat. Nach einer Wiederwahl konnte er bis zum 3. März 1891 zwei Legislaturperioden im Kongress absolvieren. Im Jahr 1890 wurde er von seiner Partei nicht für eine weitere Amtszeit nominiert. Nach seinem Ausscheiden aus dem US-Repräsentantenhaus arbeitete Stewart wieder als Rechtsanwalt. Er starb am 28. Januar 1894 in Griffin, wo er auch beigesetzt wurde.